# Dora Mazzone
Dora Mazzone Paula Leão Caracas,  Venezuela, 2 de junho de 1967  é uma atriz e  modelo venezuelana  de origem italiana. 
Mazzone é uma venezuelana de origem italiana. Manteve um relacionamento com Jean Carlos Simancas, que é o pai de sua filha, Graziella Mazzone, que também é atriz.

## Filmografia
- Novela Corazón esmeralda 2013. Hortensia Palacios Venevisión
- Mi ex me tiene ganas 2012 Venevision  telenovela Petra Paris
- Mar  2011  Natalia López Venevision telenovela maracujá
- Alguém me diga como amar Antonia Aristigueta 2008 Telenovela RCTV
- E eu declaro marido e esposa 2006 Telenovela Rosa Mujica Segarra da RCTV
- Telenovela Amor a RCTV Ajuda Palos 2005 Moreira Amaral
- Ser bom não é suficiente Marrero 2005 telenovela Betty RCTV
- 2004 Filme de ponto e traço Ana Maria -
- 2004 Anastasia sabão bizarro ópera Agrippina Borosfky Samaniego da RCTV
- A Telenovela Modesta Melendez RCTV Waini 2003
- Telenovela Mi Gorda Bella Angelica 2002-2003 RCTV
- La Mujer de Judas 2002 Telenovela Elda "Chichita" Agüero del Toro RCTV
- A menina dos meus olhos Telenovela 2001 Paula RCTV
- Um tirar sua calcinha 2001 Telenovela Paula RCTV
- Viva la Pepa 2001 Telenovela Bencecry Yiya da RCTV
- Mariu 2000 Telenovela Tibizaida Morales RCTV
- Luisa Fernanda Alicia Suarez Telenovela 1999 RCTV
- 1998 Soap Opera querida Rosalie RCTV
- Maria de los Angeles 1997 Telenovela Salome RCTV
- 1996 Ao Ar Livre Filme Ana Villahermosa -
- Manuelita Sáenz filme 1996 Sucre -
- Reviver 1996 Telenovela Monica RCTV Guffanti
- Ama a 1995 século RCTV Telenovela Mulher girana polícia
- Total de RCTV 1995 entrega Telenovela Trujillo
- Hen 1995 Movie -
- Lady Bolero 1993 Movie -
- 1993 Soap Opera ouro puro RCTV Virginia Cusiel
- Telenovela doce ilusão Eglee Bustillo 1993 RCTV
- 1992 telenovela estas ruas Cecilia Matos da RCTV
- 1990 Soap Opera RCTV Caribe Aminta
- Atirar para matar Gabriela 1990 Movie - 1.989 facas incêndio Movie -

## Prêmios e nomeações
Insatisf Projeto Categoria Year Award
O prêmio de Venezuela 2009 Melhor telenovela vilão "Ninguém vai me dizer "como Vencedor amoroso.